# Bandırma 17 Eylül Stadyumu
Bandırma 17 Eylül Stadyumu (tur. Stadion 17 Września w Bandırmie) – wielofunkcyjny stadion w Bandırmie, w Turcji. Został otwarty w 1940 roku. Może pomieścić 12 725 widzów. Swoje spotkania rozgrywają na nim piłkarze klubu Bandırmaspor.